# تنظيم أهل السنة والجماعة
تنظيم أهل السنة والجماعة وهو تنظيم مكون من قوات شبه عسكرية (ميليشيا) صومالي إسلامي صوفي، حارب ضد المجموعات الإسلامية الردايكالية في الحرب الأهلية الصومالية من التنظيمات المنضوية تحت تنظيم القاعدة مثل الشباب وتنظيم المحاكم الإسلامية وهذا التنظيم يمنع تطبيق الشريعة والسلفية وهابية وقد تحالف هذا التنظيم مع القوات الحكومية الصومالية ومع إثيوبيا في حرب الصومال (2006-2009) يقود هذا التنظيم محمد فرح عيديد.